# 德达林巴·仁增居美多杰
德达林巴·仁增居美多杰（1646年—1714年），又称德达林巴，藏传佛教宁玛派高僧、学者、经师，通晓大小五明论，是敏珠林寺的创建者。“德达林巴”意为伏藏大师；“仁增居美多杰”是其密宗法号，意为“持明不变金刚”；其本名为耿嘎乃智仁青旺嘉。

## 家庭
德达林巴与其明妃彭措华珍的女儿门觉华珍出生于1699年（藏历第十二绕迥土兔年），相传为益西措嘉空行母的真实化身。